# Stefan Kierzkowski

Herb Krzywda Kierzkowskich

Stefan Kierzkowski herbu Krzywda (zm. 1794) – oficer Armii Koronnej, uczestnik Insurekcji Kościuszkowskiej. 

## Życiorys
Pochodził z wielkopolskiej linii Kierzkowskich herbu Krzywda, staropolskiego rodu szlacheckiego, wywodzącego się z Kierzkowa w Ziemi Radomskiej, notowanego od przełomu XV i XVI wieku.
Syn Macieja Kierzkowskiego. Jako oficer kawalerii w stopniu porucznika wziął udział w Insurekcji Kościuszkowskiej, służąc w brygadzie gen. Antoniego Madalińskiego, następnie w jeździe pod dowództwem księcia Adama Ponińskiego. Był uczestnikiem obrony Warszawy podczas oblężenia prusko-rosyjskiego. Jako jeden z oficerów dowodzących wypadem liczącego pięciuset kawalerzystów oddziału jazdy polskiej za Wilanów, został ciężko ranny w walce z kawalerią rosyjską. Podtrzymywany z obu stron przez swych żołnierzy powrócił konno do obozu, gdzie zmarł kilka godzin później.
W obronie Warszawy brał również udział jego brat Jakub Filip Kierzkowski, który poinformowany o ciężkim ranieniu brata udał się do niego, lecz nie zastał go już przy życiu.
Por. Stefan Kierzkowski został pochowany "...w łęgach pod Czerniakowem".